# روی ناسیمنتو
روی ناسیمنتو (انگلیسی: Rui Nascimento؛ زادهٔ ۲۳ سپتامبر ۱۹۶۰) بازیکن والیبال اهل برزیل است.